# Selahattin Çolak
Pour les articles homonymes, voir Colak.
Selahattin Çolak est un homme politique turc. Il a notamment été maire de la ville d’Adana de 1977 à 1980 puis de 1989 à 1994.  

## Carrière
Avant de se lancer dans la politique, il a servi dans la police de son pays. Il a aussi été le chef de la sécurité de Süleyman Demirel dans les années 1970, lorsque ce dernier était Premier Ministre de la Turquie. 

### Maire d’Adana
Aux élections municipales du 11 décembre 1977, il fut élu maire d’Adana sous l’étiquette du Parti Républicain du Peuple. Le 12 septembre 1980, il fut démis de ses fonctions, comme beaucoup d’autres politiciens de Turquie, à la suite du coup d’État. Toutefois, le 26 mars 1989, son parti le choisit derechef pour être candidat aux élections municipales dans cette même ville.

## Source
- (en) Cet article est partiellement ou en totalité issu de l’article de Wikipédia en anglais intitulé « Selahattin Çolak » (voir la liste des auteurs).